# Guru Arjan
Guru Arjan (em panjabi:  ਗੁਰੂ ਅਰਜਨ; ɡʊru əɾdʒən (15 de abril de 1563 — 30 de maio de 1606) foi o primeiro mártir da fé sique e o quinto dos gurus siques, que compilou os escritos que mais tarde viriam a se tornar o décimo primeiro, eterno e vivente guru, o Guru Granth Sahib. Ele nasceu em Goindval, Punjabe, filho mais novo do Guru Ram Das e de Mata Bhani, que, por sua vez, era filha do Guru Amar Das.
O Guru Arjan ocupou a posição de líder do siquismo por um quarto de século. Ele completou a construção de Amritsar e fundou outras cidades, como Taran Taran e Kartarpur. A maior contribuição feita pelo Guru Arjan à fé sique foi compilar todos os escritos de seus antecessores na liderança dos siques, junto às contribuição de outros santos, de variadas origens, considerados consistentes por ele com os ensinamentos do siquismo em um só livro, agora escritura sagrada: o Guru Granth Sahib. É, talvez, a única escritura que ainda existe na forma original de sua publicação (um manuscrito) pelo Guru.
Ele introduziu os Masands, um grupo de representantes que ensinavam e difundiam os ensinamentos dos gurus e recebiam o Dasvand, uma oferta voluntária da renda de um sique em dinheiro, bens ou serviços. Os siques pagam o Dasvand de modo a apoiar a construção dos gurdwaras (templos) e langars (cozinhas comunitárias). Embora a introdução do langar tenha ocorrido ainda nos tempos do Guru Nanak, o Guru Arjan recebe o crédito por ter estabelecido a sistematização da instituição como dever religioso, tal como se pratica até a atualidade.
O Guru Arjan foi preso sob as ordens do imperador mughal Jahangir e ordenado a converter-se ao Islã. Ele recusou-se, foi torturado e executado em 1606. Os registros históricos e a tradição sique não definem com clareza se o Guru Arjan foi executado por afogamento ou morreu sob tortura. Seu martírio é considerado uma linha divisória na história do siquismo.

## Família
Guru Arjan era filho do Guru Ram Das, o quarto guru sique. Arjan tinha dois irmãos mais velhos: Prithi Chand (Prithia) e Mahadev. O mais velho dos irmãos, Prithia, desejava ser o quinto guru, Arjan foi indicado como tal pelo Guru Ram Das. Bhai Gurdas, um notado cronista sique do século XVII, conheceu os três irmãos desde a infância. Prithia, segundo contou Bhai Gurdas em suas crônicas, tentou várias vezes declarar-se como e assumir a posição de guru, enquanto Guru Arjan estava vivo e ainda depois de sua morte, inclusive sob o pseudônimo - e título - de Nanak em hinos por ele compostos, mas a tradição sique reconheceu o Guru Arjan como o quinto guru e Har Gobind como o sexto guru.
Arjan tornou-se o quinto guru em 1581, herdando o título de seu pai; após sua execução pelos representantes do Império Mughal, foi sucedido por seu filho Har Gobind, o sexto guru, em 1606.

## Vida

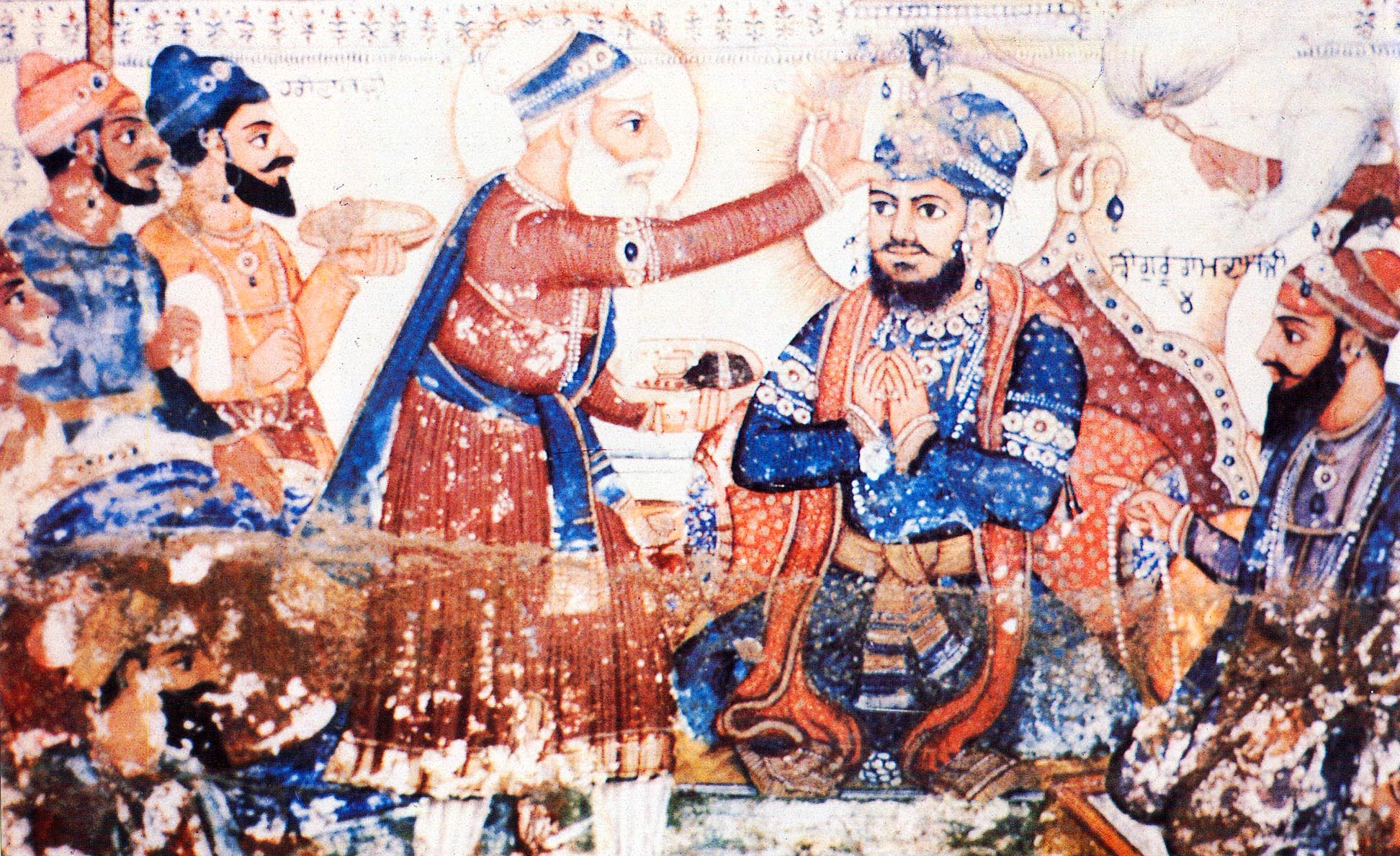
Guru Arjan é declarado o quinto guru

Ao continuar os esforços do Guru Ram Das, Arjan estabeleceu Amritsar como o mais importante lugar de peregrinação dos siques. Ele escreveu um volumoso quinhão dos textos siques, incluindo o popular Sukhmani Sahib.
Ao compilar o Adi Granth, o Guru Arjan deu aos siques um exemplo de conduta religiosa e moral, assim como um rico corpo de poesia sacra. O início da coleta sistemática de ofertas pelo sistema Masand, acostumou os membros da comunidade a um governo regular. Negociando a posse de cavalos, ainda que não extensivamente, e encorajando seu seguidores a também fazê-lo, assim como ser zelosos nos negócios como o eram em sua fé. O Guru Arjan tornou-se famoso entre seus devotos pios e seus biógrafos, pelo número de homens santos que se edificaram com suas instruções. Ele foi igualmente ouvido por homens altas posições. Durante seu período, os ensinamentos e a filosofia iniciados pelo Guru Nanak tomaram grande força na mente de seus seguidores.
O bem-estar econômico do subcontinente indiano está intimamente ligado à monção. Com uma visão para aliviar os sofrimentos dos camponeses, o Guru Arjan ajudou os aldeões a construir um sistema de canais e poços de origem persa (Chhehrta), que irrigaram seus campos. Os chhehrta são um monumento vivo de seus esforços nesse sentido.

## Martírio
Durante o período no qual Arjan foi o guru dos siques, o Panth sique progressivamente aumentou sua influência no Punjabe, notavelmente entre a população rural e os jats. Os governantes Mughais do Punjabe começaram a alarmar-se com o crescimento do Panth. O imperador mughal Jahangir escreveu em sua autobiografia Tuzk-e-Jahangiri (ou Jahangirnama) que muitas pessoas estavam sendo convencidas pelos ensinamentos do Guru Arjan e que se este não se tornasse muçulmano, o Panth teria que ser extinto à força. Jahangir acreditou que o Guru Arjan fosse um Hindu que fingia ser um santo, e assim começou a considerar como forçar Guru Arjan a converter-se ao Islã ou executá-lo, por um longo tempo.
Em 1606, o guru foi aprisionado no forte de Lahore, onde ele foi torturado e executado. Shaikh Ahmad Sirhindi, após a punição e a execução do Guru Arjun por Shaykh Farid Bukhari (Murtaza Khan) sob as ordens de Jahagir, disse o seguinte,
De acordo com a tradição sique, antes de sua execução, o Guru Arjan instruiu seu filho e sucessor, o Har Gobind, a levantar armas. Sua execução levantou o Panth sique a armar-se e a resistir às perseguições sob o jugo islâmico.
Alguns estudiosos dizem que as evidências de como se deu a morte do guru não são claras: tanto se aconteceu por execução, tortura ou afogamento no Rio Ravi. J.S. Grewal nota que as fontes siques dos séculos XVII e XVIII contém relatos contraditórios sobre como se deu a morte do Guru Arjan.
J. F. Richard diz que Jahangir foi persistentemente hostil à popularidade das personalidades religiosas não islâmicas em geral, não apenas as siques. Bhai Gurdas foi contemporâneo de Guru Arjan e destacado cronista sique do século XVII. Seu registro testemunhal da vida de Guru Arjan e a ordem do imperador Jahangir para torturar o guru à morte consiste numa das principais fontes sobre esses fatos.
Um relato jesuíta contemporâneo, feito pelo missionário espanhol Jerónimo Xavierre (1549–1617), que à época estava em Lahore, registra que os siques tentaram fazer com que Jahangir substituísse a tortura e a pena de morte por uma multa pesada, sem resultados. Dabistan-i Mazahib Mobad diz que Jahangir torturou o Guru Arjan com a esperança de tomar-lhe a riqueza e causar o repúdio público de suas convicções espirituais, mas que o guru recusou-se e assim foi executado. Jerónimo Xavierre, o missionário jesuíta do início do século XVII, valorizando a coragem do Guru Arjun, escreveu às autoridades em Lisboa o seguinte:
Michael Barnes declara que a resolução, provocada pela morte do Guru Arjun, fortaleceu a convicção entre os siques de que, "a piedade pessoal deve ter um núcleo de força moral. Uma alma virtuosa deve ser [antes de tudo] uma alma corajosa. A vontade de sofrer julgamento pelas próprias convicções era um imperativo religioso".

### Revisionismo histórico, reconstruções e disputas
Há vários relatos sobre como, onde e porque o Guru Arjan foi martirizado. Estudiosos mais recentes questionaram muitos desses relatos antigos, considerando-os formas de interpretação ficcional, de modo a refletir determinada agenda, ou "exagerar trações fragmentários de evidência documental na análise histórica". As versões alternativas incluem histórias sobre o papel do Guru Arjan em um conflito com o imperador mughal Jahangir e seu filho, de quem Jahangir suspeitava como iniciador de golpe parricida, ou alternativamente de ministro hindu, chamado Chandu Shah, que em uma versão empreende vingança contra o Guru Arjan por não ter casado seu filho Har Gobind com a filha de Chandu Shah, ou como em outra, originária de Lahore, na qual Chandu Shah na verdade teria impedido que Guru Arjan sofresse tortura e morte nas mãos dos muçulmanos ao pagar 200 000 rúpias (100 000 cruzados) a Jahangir, mas então o detém, torturando-o emocionalmente até a morte em sua casa. Todas estas versões e metanarrativas tornaram-se populares na literatura colonial britânica do século XIX, como as realizadas por  Max Arthur Macauliffe. Várias versões alternativas da história tentam absolver Jahangir e o Império Mughal de qualquer responsabilidade, mas sem suporte das evidencias documentais do início do século XVII, tais como os registros do jesuíta Jerónimo Xavierre e as memórias de Jahangir.

## Grafia
Alguns estudiosos grafam o nome do Guru Arjan como Guru Arjun.